# 普救派
普救派是18世纪在美國逐步形成的基督教新教派别之一。普救派主張耶穌基督的救贖是為普世全人類而作的（即不管是否信徒）。
雖然普救派是在18世纪出現，但早期的基督教教父，如亚历山大的革利免、奧利金、尼撒的貴格利，曾提出過普救論的觀點。而宗教改革時期，再洗禮派的主張都有普救論的觀點。

## 历史
1779年，英国人约翰·墨累在美國麻省設立普救派教堂。
1803年，普救派信徒埃尔赫南·温彻斯特制订了《温彻斯特认信文》（Winchester Profession）。
1935年，普救派声称自己是世界性的自由派基督教。
1961年，美国普救派与一神论派合并，在美國成立了「一神普救派协会」。

## 信條
温彻斯特认信文提到了普救派的主要观点为：
1. 相信上帝是全人类的天父。
2. 相信耶稣基督是上帝之子。
3. 相信圣经。
4. 相信罪会有公正报应。
5. 相信人的灵魂最终归回上帝。

普救派的主要区别在于第4、5点提到的普救论。具体而言，普救派认为地狱即使存在，其惩罚也不会是永久的，而是按照罪行轻重以改造为目的给出。